# ملك معراج خالد
ملك مراج خالد هو سياسي ماركسي باكستاني، خدم كرئيس مؤقت لوزراء باكستان، بعد سقوط حكومة بينظير بوتو.